# هامبانتتا
هامبانتتا (به لاتین: Hambantota Divisional Secretariat) یک منطقهٔ مسکونی در سری‌لانکا است که در ناحیه هامبانتوتا واقع شده‌است.